# Xylariopsis esakii
Xylariopsis esakii là một loài bọ cánh cứng trong họ Cerambycidae.